# Xian de Jinhu
Pour les articles homonymes, voir Jinhu.
Le xian de Jinhu (金湖县 ; pinyin : Jīnhú Xiàn) est un district administratif de la province du Jiangsu en Chine. Il est placé sous la juridiction de la ville-préfecture de Huai'an.

## Démographie
La population du district était de 351 810 habitants en 1999.